# Tichon Sacharowitsch Sjomuschkin
Tichon Sacharowitsch Sjomuschkin (russisch Тихон Захарович Сёмушкин; * 13. Junijul. / 26. Juni 1900greg. in Staraja Kutlja, Gouvernement Pensa, Russisches Kaiserreich; † 6. Mai 1970 in Moskau) war ein sowjetischer Schriftsteller.

## Leben
Sjomuschkin, als Sohn eines Tischlers geboren, war in seiner Jugend als Lehrer tätig und studierte zeitgleich an der Naturwissenschaftlichen Fakultät der Universität Moskau. Sein besonderes Interesse galt der Ethnographie der nordischen Völker, was ihn 1924 zu Studienzwecken selbst in die Arktis führte, wo er mehrere Jahre bei den Tschuktschen lebte. In dieser Zeit wurde er Direktor einer dortigen Internatsschule.
1930 ging Sjomuschkin nach Leningrad, wo er in Zusammenarbeit mit dem Völkerkundler Wladimir Germanowitsch Bogoras (auch Tan-Bogoras) eine Schriftsprache für das Tschuktschenvolk und damit zugleich ein erstes Lehrbuch ausarbeitete.
Nach ersten schriftstellerischen Veröffentlichungen wurde er Sekretär der Zeitschrift Der Sowjetische Norden.
Literarische Vorlagen fand er immer wieder im Hohen Norden der Sowjetunion, wo er auch seinen ersten Roman Brand in der Polarnacht (ca. 1934/35) schrieb, wofür er 1948 den Stalinpreis erhielt.
1945 ging er nach Moskau, nachdem er insgesamt acht Jahre auf der Tschuktschen-Halbinsel verbracht hatte.

## In deutscher Sprache erschienene Werke
- Aiwams Abenteuer,
- Brand in der Polarnacht,
- Alitet geht in die Berge,
- Im Land der Tschuktschen

Quelle: Deutsche Ausgabe „Brand in der Polarnacht“, 1953 Verlag Kultur und Fortschritt, Berlin